# Alison Lopes
Alison Lopes Ferreira, conhecido simplesmente como Alison (Mongaguá, 1 de março de 1993), é um futebolista brasileiro que joga como volante. Atualmente, joga pelo Londrina.

## Carreira

### Santos

#### Antecedentes
Nascido em Mongaguá, no estado de São Paulo, Alison ingressou nas categorias de base do Santos aos 11 anos. Em 10 de setembro de 2011, fez sua estreia profissional, começando com uma vitória em casa por 1 a 0 sobre o Cruzeiro, pelo Campeonato Brasileiro. No entanto, depois de apenas dois minutos em campo, ele teve que ser substituído devido a uma lesão no joelho, que o manteve afastado dos gramados por seis meses.
Mais tarde, Alison sofreu a mesma lesão quando estava para voltar, aparecendo apenas em uma partida com a Seleção Brasileira sub-20 em janeiro de 2013. Ele foi definitivamente promovido à primeira equipe no final daquele mês, após estar na equipe que venceu a Copa São Paulo de Futebol Júnior.

#### 2013
Fez sua reestreia no seu time profissional no dia 13 de julho de 2013, entrando como substituto de Leandrinho na vitória em casa por 4–1 sobre a Portuguesa, pelo Campeonato Brasileiro. Em 16 de agosto de 2013, após manter a titularidade sob o comando de Claudinei Oliveira, Alison renovou o vínculo com o Santos até dezembro de 2017. Porém, sofreu uma lesão na fase final da campanha, e só voltou em março de 2014.
No ano de 2013, fez 29 jogos e marcou nenhum gol.

#### 2014
Retornou aos gramados no dia 16 de março de 2014, entrando como substituto de Gabriel Barbosa no empate fora de casa por 3–3 com o Rio Claro, pelo Campeonato Paulista. Em 18 de julho, Alison marcou seu primeiro gol profissional, o qual foi primeiro de uma vitória em casa por 2–0 contra o Palmeiras, pelo Campeonato Brasileiro.
No ano de 2014, fez 38 jogos e marcou apenas um gol.

#### 2015
Sua estreia na temporada foi entrando como titular em uma vitória em casa sobre o Ituano por 3–0, no dia 1 de fevereiro de 2015, pelo Campeonato Paulista. No mesmo mês, porém, sofreu outra grave lesão no joelho, ficando afastado dos gramados por oito meses. Ele voltou aos campos em 29 de outubro, entrando como substituto tardio na vitória em casa por 3–1 sobre o São Paulo.
Atuando pouco, fez oito jogos e marcou nenhum gol.

#### 2016
Sua estreia aconteceu no dia 3 de fevereiro, entrando como substituto de Thiago Maia em uma vitória fora de casa por 2–0 sobre a Ponte Preta, pelo Campeonato Paulista. Reserva de Thiago Maia e Renato, Alison apareceu poucas vezes em 2016, antes de sofrer uma entorse no joelho. Ele passou por uma artroscopia em julho, sendo declarado apto para jogar em setembro.
Na sua primeira passagem pelo Santos, fez 85 jogos e marcou apenas um gol.

### Red Bull Brasil
Em 20 de janeiro de 2017, Alison foi emprestado ao Red Bull Brasil até o final do Campeonato Paulista, a fim de recuperar a forma física.

### Retorno ao Santos

#### 2017
Ao fim do Campeonato Paulista, Alison voltou de empréstimo após o fim do contrato com o Red Bull Brasil. Sua reestreia no clube aconteceu no dia 11 de junho de 2017, entrando como substituto de Thiago Maia na vitória fora de casa contra o Atlético Paranaense por 2–0, pelo Campeonato Brasileiro. Fez seu primeiro gol na sua segunda passagem pelo clube no dia 2 de agosto, em uma vitória em casa por 3–2 sobre o Flamengo no Estádio do Pacaembu.
Alison se tornou titular com o técnico Levir Culpi, logo após a saída de Thiago Maia ao Lille. No dia 5 de dezembro, Alison renovou seu contrato até dezembro de 2022. No mesmo ano, fez 29 jogos e marcou um gol.

#### 2018
Sua estreia na temporada aconteceu no dia 17 de janeiro de 2018, entrando como titular em uma vitória em casa sobre o Linense por 3–0, pelo Campeonato Paulista. Alison foi um dos pilares do meio-campo santista, especialmente após a chegada do técnico Cuca.
Na temporada, fez 49 jogos, nenhum gol e duas assistências.

#### 2019
Fez sua estreia na temporada no dia 19 de janeiro de 2019, entrando como titular em uma vitória em casa sobre a Ferroviária, pelo Campeonato Paulista. Seu primeiro e único gol no ano aconteceu no dia 6 de fevereiro, em uma vitória fora de casa sobre o Altos, pela Copa do Brasil.
Titular do Santos no Campeonato Paulista, o volante perdeu sua vaga no Campeonato Brasileiro após a ascensão de Jean Lucas e passou a ficar no banco de reservas. No entanto, quando o Santos entrou em intertemporada, a concorrência de Alison diminuiu. Isso porque Jean Lucas, que havia se tornado um dos homens de confiança do técnico Jorge Sampaoli, foi vendido pelo Flamengo ao Lyon, da França.
Na temporada fez 42 jogos, um gol e quatro assistências.

#### 2020
Sua estreia no ano aconteceu no dia 23 de janeiro, entrando como titular em um empate em casa por 0–0 com o Red Bull Bragantino, pelo Campeonato Paulista. Em 10 de novembro de 2020, foi anunciado que Alison e mais seis jogadores do time principal testaram positivo para COVID-19. Ele testou positivo pela segunda vez em 18 de janeiro seguinte.
No ano, fez 38 jogos, marcou nenhum gol e fez apenas uma assistência.

#### 2021
Fez sua estreia na temporada no dia 6 de março, entrando como titular na derrota fora de casa por 4–0 para o São Paulo, no Campeonato Paulista. No entanto, atuou pouco e foi bastante criticado pela torcida, atuando em 19 jogos e marcando nenhum gol ou assistência.

### Al-Hazem
Em 2 de agosto de 2021, o clube saudita Al-Hazem chegou a um acordo com o Santos para a transferência de Alison. Santos anunciou sua saída onze dias depois, e foi anunciado por seu novo clube três dias depois disso.
Em 2022, Alison sofreu uma grave lesão no joelho esquerdo, que o tirou de campo por um ano inteiro. Em 20 de maio de 2022, Alison rescindiu seu contrato com o clube após não receber o salário, mas ainda estava afastado devido a uma lesão no joelho.

### Terceira passagem pelo Santos
Em 9 de fevereiro de 2023, o Santos anunciou o retorno de Alison com contrato de um ano. Reestreou em 26 de abril, na vitória sobre o Botafogo-SP em jogo válido pela Copa do Brasil. Em junho do mesmo ano, sofreu uma lesão no joelho esquerdo contra o Coritiba, sendo diagnosticada uma lesão do ligamento cruzado anterior.
Voltou a atuar após um ano e quatro meses em outubro de 2024, entrando aos 30 minutos do segundo tempo na vitória sobre o Mirassol por 3–2, na Vila Belmiro, pela 31ª rodada da Série B do Campeonato Brasileiro. O clube seria campeão deste torneio.

### Londrina
No dia 6 de janeiro de 2025, Alison foi anunciado como a nova contratação do Londrina.

## Seleção Brasileira

### Sub-20
Alison fez parte da Seleção Brasileira sub-20 no Torneio de Toulon de 2014, jogando em todas as cinco partidas da competição, quando o time conquistou seu 8º troféu na competição.

### Sub-23
No início de 2014, ele também foi convocado para o sub-23 para um período de treinamento, mas o Santos o considerou indisponível devido aos seus compromissos no clube. Em 15 de junho de 2021, Alison foi nomeada na lista preliminar de 50 jogador para os Jogos Olímpicos de Verão, mas não chegou ao time final.

## Estatísticas
Atualizado até 12 de janeiro de 2025.

### Clubes
| Equipe            | Temporada         | Campeonato nacional | Campeonato nacional | Campeonato nacional | Copa nacional[a] | Copa nacional[a] | Copa nacional[a] | Competições continentais[b] | Competições continentais[b] | Competições continentais[b] | Outros torneios[c] | Outros torneios[c] | Outros torneios[c] | Total | Total | Total   |
| Equipe            | Temporada         | Jogos               | Gols                | Assist.             | Jogos            | Gols             | Assist.          | Jogos                       | Gols                        | Assist.                     | Jogos              | Gols               | Assist.            | Jogos | Gols  | Assist. |
| ----------------- | ----------------- | ------------------- | ------------------- | ------------------- | ---------------- | ---------------- | ---------------- | --------------------------- | --------------------------- | --------------------------- | ------------------ | ------------------ | ------------------ | ----- | ----- | ------- |
| Santos            | 2011              | 1                   | 0                   | 0                   | —                | —                | —                | —                           | —                           | —                           | —                  | —                  | —                  | 1     | 0     | 0       |
| Santos            | 2013              | 26                  | 0                   | 0                   | 3                | 0                | 0                | —                           | —                           | —                           | 0                  | 0                  | 0                  | 29    | 0     | 0       |
| Santos            | 2014              | 23                  | 1                   | 0                   | 10               | 0                | 0                | —                           | —                           | —                           | 5                  | 0                  | 0                  | 38    | 1     | 0       |
| Santos            | 2015              | 3                   | 0                   | 0                   | 1                | 0                | 0                | —                           | —                           | —                           | 4                  | 0                  | 0                  | 8     | 0     | 0       |
| Santos            | 2016              | 1                   | 0                   | 0                   | 2                | 0                | 0                | —                           | —                           | —                           | 6                  | 0                  | 0                  | 9     | 0     | 0       |
| Santos            | 2017              | 26                  | 2                   | 0                   | —                | —                | —                | 3                           | 0                           | 0                           | —                  | —                  | —                  | 29    | 2     | 0       |
| Santos            | 2018              | 28                  | 0                   | 1                   | 2                | 0                | 0                | 6                           | 0                           | 1                           | 13                 | 0                  | 0                  | 49    | 0     | 2       |
| Santos            | 2019              | 23                  | 0                   | 1                   | 6                | 1                | 1                | 2                           | 0                           | 0                           | 11                 | 0                  | 2                  | 42    | 1     | 4       |
| Santos            | 2020              | 20                  | 0                   | 1                   | 0                | 0                | 0                | 9                           | 0                           | 0                           | 9                  | 0                  | 0                  | 38    | 0     | 1       |
| Santos            | 2021              | 6                   | 0                   | 0                   | 2                | 0                | 0                | 8                           | 0                           | 0                           | 3                  | 0                  | 0                  | 19    | 0     | 0       |
| Santos            | 2023              | 5                   | 0                   | 0                   | 1                | 0                | 0                | 2                           | 0                           | 0                           | —                  | —                  | —                  | 8     | 0     | 0       |
| Santos            | 2024              | 1                   | 0                   | 0                   | —                | —                | —                | —                           | —                           | —                           | —                  | —                  | —                  | 1     | 0     | 0       |
| Santos            | Total             | 163                 | 3                   | 3                   | 27               | 1                | 1                | 30                          | 0                           | 1                           | 51                 | 0                  | 2                  | 271   | 4     | 7       |
| Red Bull Brasil   | 2017              | —                   | —                   | —                   | —                | —                | —                | —                           | —                           | —                           | 14                 | 0                  | 0                  | 14    | 0     | 0       |
| Red Bull Brasil   | Total             | 0                   | 0                   | 0                   | 0                | 0                | 0                | 0                           | 0                           | 0                           | 14                 | 0                  | 0                  | 14    | 0     | 0       |
| Al-Hazem          | 2021–22           | 19                  | 0                   | 0                   | —                | —                | —                | —                           | —                           | —                           | —                  | —                  | —                  | 19    | 0     | 0       |
| Al-Hazem          | Total             | 19                  | 0                   | 0                   | 0                | 0                | 0                | 0                           | 0                           | 0                           | 0                  | 0                  | 0                  | 19    | 0     | 0       |
| Londrina          | 2025              | 0                   | 0                   | 0                   | —                | —                | —                | —                           | —                           | —                           | 1                  | 0                  | 0                  | 1     | 0     | 0       |
| Londrina          | Total             | 0                   | 0                   | 0                   | 0                | 0                | 0                | 0                           | 0                           | 0                           | 1                  | 0                  | 0                  | 1     | 0     | 0       |
| Total na carreira | Total na carreira | 182                 | 3                   | 3                   | 27               | 1                | 1                | 30                          | 0                           | 1                           | 66                 | 0                  | 2                  | 305   | 4     | 7       |

- a. ^ Jogos da Copa do Brasil
- b. ^ Jogos da Copa Libertadores da América e da Copa Sul-Americana
- c. ^ Jogos do Campeonato Paulista e do Campeonato Paranaense